# László Fekete (football, 1950)
Pour les articles homonymes, voir László Fekete.
Ne pas confondre avec un autre international hongrois dénommé László Fekete, né en 1954.
Dans le nom hongrois Fekete László, le nom de famille précède le prénom, mais cet article utilise l’ordre habituel en français László Fekete, où le prénom précède le nom.
László Fekete (né le 4 décembre 1950 à Bodrogszegi, et mort en Hongrie en 1994), est un joueur de football hongrois.

## Biographie

### En club
Il démarre le football dans l'équipe de Diósgyőri VTK qu'il quitte après deux ans. Ensuite, après deux saisons dont une au Miskolci VSC, il retourne vers son club formateur en 1975.
En 1977, il fait partie de la toute première équipe de Diósgyőr vainqueur de la Coupe de Hongrie, ce qui lui vaut le droit de participer à la Coupe d'Europe des vainqueurs de coupe. Au premier tour, le DVTK rencontre le club turc du Besiktas qui prend l'avantage à Istanbul (2-0) avant que les Hongrois ne s'imposent au match retour à domicile (5-0). Fekete inscrit deux buts lors de cette rencontre. Au deuxième tour par contre, les Yougoslaves de Hajduk Split se montrent les plus forts, toutefois au terme d'une séance de tirs au but, les deux parties s'étant soldées sur le même score (2-1, 1-2).
Au cours de la saison 1978-1979, il dispute 28 matches et marque neuf buts. Le DVTK termine troisième au classement et accède à la Coupe de l'UEFA. Ils éliminent les Autrichiens du Rapid Vienne et les Écossais de Dundee United, deux adversaires face auxquels Fekete marque à chaque fois un but très important, avant de s'incliner face au Allemands de Kaiserslautern.
En 1980, l'équipe de Diósgyőri VTK remporte à nouveau la Coupe de Hongrie en défaisant le Vasas SC en finale (3-1) et Fekete marque le deuxième but. En coupe d'Europe, cette fois, le Celtic de Glasgow se révèle trop fort et le DVTK est éliminé dès les qualifications (0-6, 2-1).
En 1981, la finale de l'année précédente se répète en Coupe de Hongrie mais avec un autre résultat, c'est le Vasas qui s'impose (1-0). Fekete était également titulaire lors de cette finale.
Au cours de sa carrière, il dispute 266 matches pour le DVTK et inscrit 33 buts, ce qui fait de lui le huitième joueur le plus titré de l'histoire du club.

### En équipe nationale
Entre 1977 et 1979, il fait partie de l'équipe B de Hongrie à quatre reprises et marque un but. Il fait également partie de l'équipe olympique à cinq reprises en 1979-1980 à l'occasion du Tournoi pré-olympique aux Jeux de Moscou et réussit encore une fois à inscrire un but.

## Palmarès
- Championnat de Hongrie :
  - 3e : 1978-79

- Coupe de Hongrie :
  - vainqueur : 1977, 1980
  - finaliste : 1981

## Statistiques

### Matchs disputés pour l'équipe olympique de Hongrie
|   | Date             | Lieu    | Match                     | Score | Compétition                    |
| 1 | 30 mai 1979      | Miskolc | Hongrie - Roumanie        | 3 - 0 | Tournoi pré-olympique 1980 [1] |
| 2 | 31 octobre 1979  | Wrocław | Pologne - Hongrie         | 1 - 0 | Tournoi pré-olympique 1980     |
| 3 | 14 novembre 1979 | Miskolc | Hongrie - Pologne         | 2 - 0 | Tournoi pré-olympique 1980     |
| 4 | 14 novembre 1979 | Miskolc | Hongrie - Tchécoslovaquie | 3 - 0 | Tournoi pré-olympique 1980     |
| 5 | 13 avril 1980    | Prague  | Tchécoslovaquie - Hongrie | 3 - 2 | Tournoi pré-olympique 1980     |

1  : László Fekete inscrit un but à la 17e minute lors de cette rencontre.